# Full Frontal with Samantha Bee
Full Frontal with Samantha Bee é um programa de televisão norte-americano produzido e exibido originalmente no TBS apresentado pela comediante Samantha Bee. Estreado em 8 de fevereiro de 2016, vai ao ar às quartas-feiras, às 22h00min. Em janeiro de 2018, o canal TBS renovou o programa para a terceira e quarta temporadas, marcadas para 2020.